# Керр, Шомберг, 9-й маркиз Лотиан
Шомберг Генри Керр, 9-й маркиз Лотиан (англ. Schomberg Henry Kerr, 9th Marquess of Lothian; 2 декабря 1833 — 17 января 1900) — британский дворянин, дипломат и консервативный политик. Он был известен как лорд Шомберг Керр с 1833 по 1870 год. Он служил секретарем по делам Шотландии при лорде Солсбери с 1887 по 1892 год. Обычно его звали просто Лотиан.

## История и образование
Родился 2 декабря 1833 года. Второй сын Джона Уильяма Роберта Керра, 7-го маркиза Лотиана (1794—1841), и леди Сесил Керр (1808—1877). Его младшие братья, генерал-майор лорд Ральф Керр (1837—1916) и адмирал флота лорд Уолтер Керр (1839—1927), оба сделали выдающуюся военную карьеру. Он получил образование в Тринити-колледже Гленалмонда, ныне Гленалмондский колледж Перта, и был одним из первых из 14 мальчиков, присоединившихся к недавно открывшейся школе в 1847 году. Позднее он поступил в Итонский колледж, а затем поступил в Новый колледж в Оксфорде, но не окончил его.

## Дипломатическая и политическая карьера
Лорд Шомберг Керр поступил на дипломатическую службу и был атташе в Лиссабоне и Тегеране в 1854 году, Багдаде в 1855 году и Афинах в 1857 году, затем вторым секретарем во Франкфурте в 1862 году, Мадриде в 1865 году и Вене в 1865 году .
4 июля 1870 года после смерти своего старшего бездетного брата, Уильяма Шомберга Роберта Керра, 8-го маркиза Лотиана (1832—1870), Шомберг Керр унаследовал титул 9-го маркиза Лотиана и занял свое место в Палате лордов Великобритании.
В 1886 году Шомберг Керр был приведен к присяге в Тайном совете Великобритании, а в следующем году сменил Артура Бальфура на посту секретаря по делам Шотландии и вице-президента Департамента образования Шотландии в консервативной администрации лорда Солсбери. Однако, в отличие от Артура Бальфура, он не был членом кабинета министров. Он оставался главой Шотландского отделения до тех пор, пока правительство не ушло в отставку в 1892 году.
Помимо своей политической карьеры, лорд Лотиан был хранителем Тайной печати Шотландии с 1874 года . Этот пост он занимал до своей смерти 26 лет спустя, а также был хранителем Большой печати Шотландии в то время как министр по делам Шотландии. В 1878 году он был удостоен звания рыцаря Чертополоха, а в 1882 году получил почетную степень (степень магистра) Эдинбургского университета . Студенты того же университета избрали его ректором Эдинбургского университета в период с 1887 по 1890 год. Он был попечителем Совета мануфактур в Шотландии до своей смерти.
Он был генерал-капитаном Королевской роты лучников, президентом Общества древностей Шотландии (1876—1890) и Королевского шотландского географического общества (1894—1898), а также рыцарем ордена Почтенного Святого Иоанна Иерусалимского. С 1878 по 1889 год он был подполковником, командующим 3-м батальоном Королевской Шотландской армии (Эдинбургское ополчение легкой пехоты, которым ранее командовали его отец и дед), а позже стал почетным полковником этого батальона.

## Семья

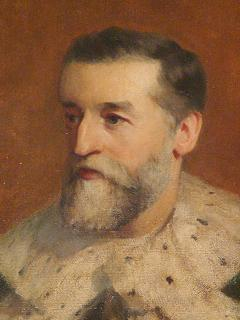
Портрет 9-го маркиза Лотиана

23 февраля 1865 года лорд Лотиан женился на леди Виктории Александрине Скотт (20 ноября 1844 — 19 июня 1938), дочери Уолтера Монтегю Дугласа Скотта, 5-го герцога Баклю (1806—1884), и леди Шарлотты Энн Тинн (1811—1895). У них было трое сыновей и шесть дочерей:
- Леди Сесил Виктория Констанс Керр (14 февраля 1866 — 13 сентября 1919), в 1889 году вышла замуж за бригадного генерала Джона Дугласа-Скотта-Монтегю, 2-го барона Монтегю де Бьюли.
- Уолтер Уильям Шомберг Керр, граф Анкрам (29 марта 1867 — 15 июня 1892)
- Леди Маргарет Изобель Керр (12 июня 1868 — 2 сентября 1964)
- Лорд Шомберг Генри Марк Керр (4 августа 1869 — 25 августа 1877)
- Леди Мэри Керр (25 декабря 1870 — 31 декабря 1958), с 1897 года замужем за Генри Киддом (? — 1923)
- Леди Хелен Виктория Лилиан Керр (9 декабря 1872 — 4 июня 1968), вышла замуж в 1902 году за своего родственника, майора Фредерика Уолтера Керра (1867—1914), сына адмирала лорда Фредерика Керра (1818—1896), который был младшим сыном Уильяма Керра, 6-го маркиза Лотиана
- Роберт Шомберг Генри Керр, 10-й маркиз Лотиан (22 марта 1874 — 16 марта 1930), третий сын и преемник отца
- Леди Виктория Александрия Альберта Керр (7 ноября 1876 — 23 мая 1956), в 1903 году вышла замуж за Уильяма Салливана Гослинга (1869—1952)
- Леди Изобель Элис Аделаида Керр (25 сентября 1881 — 26 декабря 1975), в 1907 году вышла замуж за Джеймса Коспатрика Хепберна-Скотта (1882—1942).

Старший сын Уолтер Керр, граф Анкрам (1867—1892), погиб в результате несчастного случая со стрельбой в Австралии в июне 1892 года, не будучи женатым, в то время как его второй сын лорд Шомберг Керр (1869—1877) умер в детстве.
Лорд Лотиан умер в своей городской резиденции в Лондоне 17 января 1900 года в возрасте 66 лет, и ему наследовал титул маркиза его третий и единственный оставшийся в живых сын Роберт. Маркиза Лотиан в 1903 году снова вышла замуж за Бертрама Четвинда Толбота (1865—1936) и умерла в июне 1938 года в возрасте 93 лет.

## Титулатура
- 9-й маркиз Лотиан (с 6 июля 1870)
- 10-й граф Лотиан (с 6 июля 1870)
- 9-й граф Анкрам (с 6 июля 1870)
- 11-й граф Анкрам (с 6 июля 1870)
- 9-й виконт Бриен (с 6 июля 1870)
- 4-й барон Керр из Кершо, Роксбургшир (с 6 июля 1870)
- 10-й лорд Кер из Ньюбаттла (с 6 июля 1870)
- 9-й лорд Керр из Ньюбаттла, Окснэма, Джедбурга, Долфинстоуна и Нисбета (с 6 июля 1870)
- 11-й лорд Керр из Нисбета, Лангньютоуна и Долфинстоуна (с 6 июля 1870)
- 12-й лорд Джедбург (с 6 июля 1870)